# سهره طلایی کوچک
سهره طلایی کوچک (نام علمی: Spinus psaltria) یک پرنده آوازخوان بسیار کوچک در قاره آمریکا است و همراه با خویشاوندانش سهره طلایی آمریکایی و سهره طلایی لورنس، کلاد سهره‌های جهان جدید را از سردهٔ Spinus تشکیل می‌دهد.
به دلیل گستره وسیعی که از سوی IUCN به عنوان گونه‌ای با کمترین نگرانی در نظر گرفته می‌شود، با این وجود به نظر می‌رسد که به صورت محلی در حال کاهش است. به عنوان مثال، در کوهپایه‌های آند اکوادور نادر است.